# Comtat d'Usès
El comtat d'Usès fou una jurisdicció feudal iniciada en temps dels visigots i que el 751 el rei dels francs va deixar en mans d'un got. El 759 i va col·locar un franc. Des començaments del segle ix va estar generalment unida al lot de comtats de la Septimània, quasi sempre en mans d'un sol comte. Avançat el segle i no cobert el lloc de comte, els bisbes i els senyors es van fer més poderosos. El segle xi els senyors d'Usès governen l'Usège i foren sempre lleials a la corona francesa. El 1229 el comtat va passar a la corona francesa.

## Comtes
- Niceti d'Alvèrnia (s. VI).